# Monastieke Gemeenschappen van Jeruzalem
De Monastieke Gemeenschappen van Jeruzalem zijn een religieuze gemeenschap opgericht door broeder Pierre-Marie Delfieux in 1975. Hij overleed in 2013.
Initieel werd de groep als "broeders van Saint-Gervais" benoemd. Na de komst van zusterordes werd de nieuwe naam gekozen.
De twee instituten, van broeders en zusters, pogen "een tapijt van gebed in het macadam" van de grote steden ter beschikking te stellen, of, in de "woestijn van de stad" oases van gebed, stilte en vrede aan te bieden, en verwijzen daarbij naar de woestijnvaders en het voorbeeld van Charles de Foucauld.
De beweging ontstond in Parijs na het Tweede Vaticaans Concilie (1962-1965), op initiatief van Kardinaal Marty en broeder Pierre-Marie Delfieux. De Monastieke Gemeenschappen van Jeruzalem werden verheven tot diocesane instituten van religieus leven op 31 mei 1996 door Kardinaal Lustiger.
De Monastieke en Apostolische Gemeenschappen samen, inclusief de postulanten, tellen 200 leden, van 30 nationaliteiten. De Monastieke, Apostolische en Leken-Gemeenschappen zien zichzelf, binnen de Katholieke Kerk, als de "Familie van Jeruzalem".

## Locaties
Frankrijk
- Parijs, Église Saint-Gervais-Saint-Protais (sinds 1975)
- Vézelay, Basiliek van Vézelay (sinds 1993)
- Straatsburg, Église Saint-Jean (sinds 1995)
- Le Mont-Saint-Michel, de abdij van Mont Saint-Michel (sinds 2001)
- Lourdes, in Ossun, Notre-Dame de l'Aurore (Apostolische Gemeenschap - sinds 2004)

retraiteoord buiten de stad
- "Magdala" in La Ferté-Imbault (sinds 1985)

Italië
- Firenze, Santa Maria Assuntanella (Badia Fiorentina) (sinds 1995)
- Pistoia, San Paolo (Apostolische Gemeenschap)

verblijfplaats
- Rome, kerk en abdij Trinità dei Monti (sinds 2006)

retraiteoord buiten de stad:
- "Eremo San Barnaba di Gamogna" in Marradi (sinds 1998)

België
- Brussel, kerk Sint-Gillis (2001-2017[2])

Canada
- Montreal (Canada), Sanctuaire du Saint-Sacrement (sinds 2004)

Duitsland
- Keulen (Klosterkirche Groß Sankt Martin) (sinds 2009)

Polen
- Warschau, Onze Vrouw van Jeruzalemkerk (sinds 2010)